# Sikorki
Sikorki (deutsch Zickerke) ist ein Dorf in der  Gmina Nowogard (Landgemeinde Naugard) im Powiat Goleniowski (Gollnower Kreis) der polnischen Woiwodschaft Westpommern.

## Geographische Lage
Das Dorf liegt in Hinterpommern, etwa 50 Kilometer nordöstlich von Stettin und 9 Kilometer nördlich von Naugard entfernt. Nachbarorte sind im Westen Grabin (Gräwenhagen), im Norden Szczytniki (Schnittriege), im Nordosten Wierzchy (Vierhof), im Südosten Orzechowo (Düsterbeck), im Süden Glicko (Glietzig) und im Südwesten Bochlin (Rehhagen). Es befindet sich etwa 40 Meter über dem Meeresspiegel.

## Geschichte

Zickerke (Sicker) westlich der Stadt Regenwalde an der Rega (Rega fluvius) und nördlich der Stadt Naugard (Neugarten) auf der Lubinschen Karte des Herzogtums Pommern von 1618 (Ausschnitt)

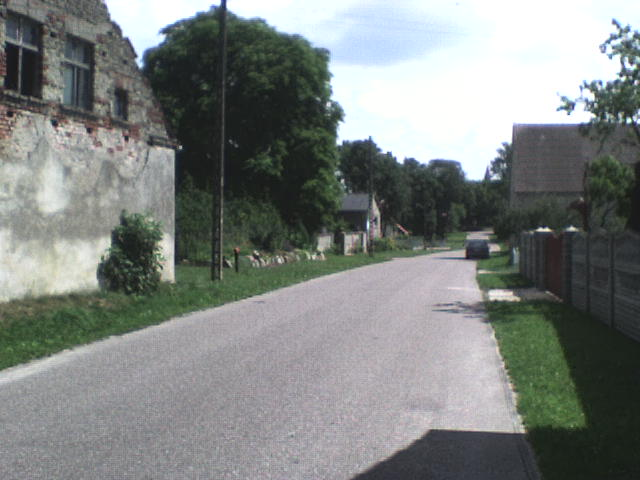
Dorfstraße

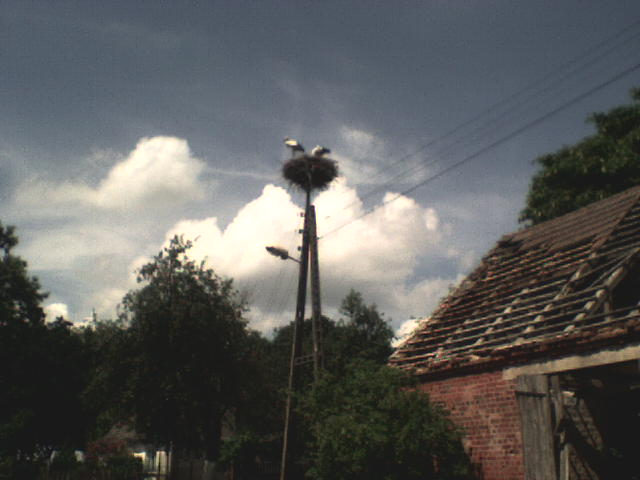
Nistendes Weißstorch-Pärchen

Im Zuge der Völkerwanderung während des 5. Jahrhunderts verließen die germanischen Bewohner die Gegend. Stattdessen ließen sich nun die Slawen oder Wenden in Pommern nieder. Während die Germanen unabhängig verstreut einzelne Gehöfte bewohnten, drängten sich die neuen Bewohner in Dörfern zusammen. Dabei entstand auch das Dorf Zickerke. Den Wenden war ein offener Sinn für die Natur eigen und so wussten sie ihren Dörfern passende Namen zu geben: Zickerke ist nach seiner Bodenbeschaffenheit benannt worden, denn "Szczerk" heißt Kieselerde oder Sandboden.
Zickerke blieb, genauso wie ganz Pommern, nicht von Übergriffen durch Deutsche, Dänen und Polen verschont. Anfang des 12. Jahrhunderts unterstand die Gegend dem Polenkönig Boleslaus Schiefmund, der mit Hilfe des Bischofs Otto von Bamberg das Christentum verbreitete. Im 13. Jahrhundert schließlich wurde die Germanisierung von den christlichen Klöstern vorangetrieben, weil der deutsche Bauer mit seinen eisernen Geräten dem Acker mehr Frucht abgewinnen konnte.
Unter den zahlreichen Edeln, die sich dem Zuge nach Osten anschlossen, befand sich auch Graf Otto von Eberstein, ein Neffe Bischofs Hermann (aus dem thüringischen Geschlecht der Grafen von Gleichen), der seit 1252 an der Spitze des Stifts stand. Im Januar 1274 erteilte Bischof Hermann Graf Otto von Eberstein die Belehnung mit der Burg und der Stadt Naugard sowie 700 Hufen, zu denen die Dörfer Langkafel, Minten, Zickerke, Döringshagen, Glietzig und Düsterbeck gehörten.
Um die Erträge seines Besitzes zu erhöhen, schuf 1566 Graf Ludwig III. von Eberstein (der Prunkliebende) unter anderem das Vorwerk "Zum Fier", das spätere Vierhof. Zu Vierhof wurden auch zwei Hufen, etliche Katen und Wurten, etliche Äcker, etwas Land und Wiesen von Zickerke zum neuen Bauwerk gelegt (Bauernlegen).
Da Graf Ludwig III. von Eberstein seine Schulden an Albrecht von Quitzow nicht zurückzahlen konnte, gingen die Dörfer Zickerke mit dem Vorwerk, Trutzlatz, Barkow, Döringshagen und Düsterbeck  1575 als Pfand an die Quitzows.
Anfang des 17. Jahrhunderts wird zum ersten Mal die Familie Schmeling als ritterliche Afterlehnsleute auf Zickerke erwähnt. Außerdem besaßen die Mellins einen kleinen Teil von Zickerke. Gemeinsam mit weiteren Afterlehnsleuten aus der Umgebung beschwerten sie sich bei den herzoglichen Behörden über die anmaßende Behandlung durch Graf Albrecht III. von Eberstein.
Im Zuge des Schwedisch-Polnischen Krieges (1655–1660) wurde auf kurfürstlichen Befehl das Lehnsaufgebot gestellt. Christoph Schmeling beschwerte dich gemeinsam mit Christian Zastrow zu Glietzig, dass die Forderung eines ganzen Lehnpferdes pro Lehn zu hoch gesetzt sei, da ihre Lehnen fast verdorben und wüst seien.
1676 starben die Schmelings auf Zickerke aus. Da bereits 1663 der letzte männliche Erbe der Ebersteiner Christoph Ludwig gestorben war, ging Zickerke nun an den Herzog Ernst Bogislaw von Croy, dem bereits am 17. Februar 1665 durch den großen Kurfürsten die Herrschaft über Naugard und Teilen Massows verliehen worden war.
1700 wurde in Zickerke durch einen Küster "Schule gehalten". Die Kinder kamen jedoch nur im Winter, da sie ansonsten zur Feldarbeit geschickt wurden.
Um die Lage der Bauern erträglicher zu gestalten, hob König Friedrich Wilhelm I. am 22. März 1719 die Leibeigenschaft auf. Im Jahr 1723 beschloss er dann, seine Ämter in Generalpacht zu vergeben. Das Amt Naugard besaß 25 dienstpflichtige Dörfer und 16 Vorwerke, zu denen auch das Dorf Zickerke und das Vorwerk Zickerke gehörte. Außerdem erwog der König den Rückkauf ehemaliger Ritterhufe in Zickerke, die einst von den Grafen veräußert worden waren. Da die "Güter im Sande" lagen, also nur wenig Ertrag abwarfen, verschob er diese Entscheidung bis etwa 1735.
Um die Lage der Amtsbauern zu verbessern, wurden von Friedrich dem Großen ab 1765 einige Vorwerke abgebaut. Dazu gehörte 1775 auch das Vorwerk Zickerke.
Auf einer kleinen Erhebung in der Mitte des Dorfes entstand 1834 die Kirche, so wie sie in ihren Grundzügen auch heute noch zu finden ist: ein Fachwerkbau mit rechteckigem Grundriss aus Eichenholz. Auf der Westseite ein Turm, dessen Unterbau aus Findlingen besteht und einem hölzernen Oberbau, der nach dem Naugarder Schema gebaut wurde. Umrundet wird die Kirche und die alte Schule von einem Straßenring.
Um 1850 wurde der Ort Rehage/Rehhagen an dem nebengelegenen königlichen Forst angelegt. Zickerke hatte in dem Forst das Hüterecht besessen und erhielt nun als Abfindung für die Rodung des Forstes diesen Ort zugewiesen.
Um 1870 gab es in Zickerke 16 Bauernhöfen, einen Kossattenhof, einen Pfarrbauer, vier Büdnereien, vier Einliegerkaten, die Schulzenamtgrundstücke, zwei Hirtenhäuser, eine Schmiede, die Kirchengrundstücke und die Schulgrundstücke. Zusammen mit der Kolonie Rehhagen zählte Zickerke 375 Einwohner in 63 Wohnhäusern. Die Kirche ist eine Filiale von Döringshagen zu der das Gut Vierhof, Rehhagen und das ritterschaftliche Dorf Glietzig eingepfarrt sind. In die Schule gingen 47 Jungen und 47 Mädchen, also 94 Kinder. Der Lehrer ist zugleich der Küster und erhält von der Gemeinde ein festes Gehalt. Schulgeld wurde nicht erhoben.
Im Zuge der Germanisierung im 13. Jahrhundert kamen wohl Menschen aus dem Frankenland nach Zickerke. Die von ihnen mitgebrachte Art der Hofanlagen hat sich über Jahrhunderte erhalten: Das Wohnhaus steht von der Straße abgerückt. Zwischen Straße und Wohnhaus befinden sich rechtwinklig dazu links und rechts die Wirtschaftsgebäude.
Anfang der 1930er Jahre war Zickerke eine Landgemeinde im Landkreis Naugard der preußischen Provinz Pommern. 1925 gab es 507 Einwohner, von denen 265 männlich und 242 weiblich waren und die in 101 Haushaltungen lebten. In der Gemeinde bestanden neben Zickerke die Wohnplätze Rehagen und 
Vierhof.
Gegen Ende des Zweiten Weltkriegs besetzte im Frühjahr 1945 die Rote Armee die Region. Bald darauf wurde das Dorf unter polnische Verwaltung gestellt. In Zickerke setzte nun die Zuwanderung polnischer Zivilisten ein. Das deutsche Dorf Zickerke erhielt den polnischen Ortsnamen Sikorki. In der darauf folgenden Zeit wurden die Einwohner vertrieben.

## Einwohnerzahlen
- 1925: 507, davon 503 Evangelische und vier Katholiken[17]
- 1933: 487[18]
- 1939: 466[18]

## Sehenswürdigkeiten
- Dorfkirche nach dem Naugarder Schema
- Höfe in fränkischer Bauweise